# Federazione pallavolistica delle Isole Cayman
La Federazione caymaniana di pallavolo (eng. Cayman Islands Volleyball Federation, CIVF) è un'organizzazione fondata nel 1976 per governare la pratica della pallavolo nelle Isole Cayman.
Organizza il campionato maschile e femminile, e pone sotto la propria egida la nazionale maschile e femminile.
Ha aderito alla FIVB nel 1976.